# Earl Cross
Earl Cross (* 8. Dezember 1933 in St. Louis, Missouri; † 1987) war ein US-amerikanischer Jazztrompeter (auch Mellophon, Piano).
Cross arbeitete Ende der 1960er-Jahre in der New Yorker Free Jazz Szene u. a. mit Noah Howard, mit dem erste Aufnahmen entstanden (The Black Ark, 1969). In den frühen 1970er-Jahren spielte er im Quintett des Schlagzeugers Rashied Ali und hatte ein eigenes Sextett, in dem Juma Sultan, Ronnie Boykins, Roger Blank, Jimmy Vass und Daoud Haroon spielten; ein Konzertmitschnitt von 1973 erschien auf dem Album Jazz of the Seventies/Una Muy Bonita bei Circle Records. 1980 spielte er mit Rashied Al Akbar, Muhammad Ali und Idris Ackamoor; bei einem Auftritt in den Niederlanden entstand der Livemitschnitt Ascent of the Nether Creatures (erschienen auf NoBusiness Records 2014). Ab Mitte der 1970er-Jahre war er Mitglied des Charles Tyler Quintetts. Im Bereich des Jazz war er zwischen 1969 und 1981 an 11 Aufnahmesessions beteiligt.

## Diskografie
- Juma Sultan’s Aboriginal Music Society: Father of Origin (Eremite, 1970)
- Rashied Ali Quintet: Rashied Ali Quintet (Survival, 1973), mit John Dana, James Blood Ulmer, Bob Ralston
- Charles Tyler: Voyage from Jericho (AK.BA, 1974), mit Arthur Blythe, Ronnie Boykins, Steve Reid
- Charles Tyler: Saga of the Outlaws (Nessa, 1976), mit John Ore, Ronnie Boykins, Steve Reid
- Charles Tyler: Definite, Volume 1 & 2 (Storyville, 1981), mit Kevin Ross, Steve Reid (d)